# Novénkaia (Vladímir)
|  | Per a altres significats, vegeu «Novénkaia». |

Novénkaia (en rus: Новенькая) és un poble de l'óblast de Vladímir, a Rússia, segons el cens del 2010 tenia 3 habitants. Pertany al districte municipal de Mélenki.